# ۱۰۷۴ (میلادی)
۱۰۷۴ (میلادی) هزار و هفتاد و چهارمین سال تقویم میلادی است.

## زادگان
- امین‌الدوله بن تلمیذ، پزشک برجسته، موسیقی‌دان، ادیب، شاعر و نویسندهٔ چندزبان‌دان عراقی.

## درگذشتگان
‎